# Cenefia westlandica
Cenefia westlandica är en spindeldjursart som beskrevs av Forster 1954. Cenefia westlandica ingår i släktet Cenefia och familjen Triaenonychidae. Inga underarter finns listade i Catalogue of Life.